# Kofele
Kofelē är en ort i Etiopien.   Den ligger i regionen Oromia, i den centrala delen av landet, 220 km söder om huvudstaden Addis Abeba. Kofelē ligger 2 666 meter över havet och antalet invånare är 9 643.
Terrängen runt Kofelē är huvudsakligen platt, men norrut är den kuperad. Kofelē ligger uppe på en höjd. Runt Kofelē är det ganska tätbefolkat, med 192 invånare per kvadratkilometer. Det finns inga andra samhällen i närheten. Trakten runt Kofelē består i huvudsak av gräsmarker.